# Municipio de Libertad
El municipio de Libertad es uno de los municipios del departamento de San José, Uruguay. Tiene su sede en la ciudad homónima.

## Ubicación
El municipio se encuentra situado en la zona sur del departamento de San José.

## Características
El municipio de Libertad fue creado por Ley N.º 18653 del 15 de marzo de 2010, y forma parte del departamento de San José. Comprende los distritos electorales OEA, OEB y OEH de ese departamento.
El territorio correspondiente a este municipio comprende un área total de 441.9 km², y alberga una población de 14326 habitantes de acuerdo a datos del censo del año 2011, lo que implica una densidad de población de 32.4 hab/km².

## Localidades
- Libertad
- Puntas de Valdez
- Kiyú
- Ordeig

## Autoridades
La autoridad del municipio es el Concejo Municipal, compuesto por el Alcalde y cuatro Concejales.
| Nº | Alcalde               | Partido             | Inicio del mandato      | Fin del mandato             | Observaciones     | Concejales                                                                     |
| -- | --------------------- | ------------------- | ----------------------- | --------------------------- | ----------------- | ------------------------------------------------------------------------------ |
| 1  | Sergio Valverde       | Partido Nacional PN | 9 de julio de 2010      | febrero de 2015             | Alcalde elegido   |                                                                                |
| 2  | Sergio Valverde       | Partido Nacional PN | 9 de julio de 2015      | 26 de noviembre de 2020     | Alcalde reelegido | Rosa García (PN) Eduardo Castro (PN) Daniela Pérez (PN) Gonzalo Rodríguez (FA) |
| 3  | Matías Eduardo Santos | Partido Nacional PN | 26 de noviembre de 2020 | "en el cargo" julio de 2025 | Alcalde elegido   | Eliomar Castro (PN) Daniela Pérez (PN) José Hernández (PN) Luís Dearmas (FA)   |